# Gnathia fragilis
Gnathia fragilis är en kräftdjursart som beskrevs av Schultz 1977. Gnathia fragilis ingår i släktet Gnathia och familjen Gnathiidae. Inga underarter finns listade i Catalogue of Life.